# Ctenus serratipes
Ctenus serratipes là một loài nhện trong họ Ctenidae.
Loài này thuộc chi Ctenus. Ctenus serratipes được Frederick Octavius Pickard-Cambridge miêu tả năm 1897.